# Marais du Duer
Le marais du Duer  est un ancien marais salant proche du golfe du Morbihan, dans la commune de Sarzeau dans le département du Morbihan. Il est protégé pour son intérêt écologique, particulièrement pour les populations d'oiseaux qui le fréquentent.

## Protection
Le marais du Duer fait partie de la Zone spéciale de conservation du golfe du Morbihan.
Dans le cadre de Natura 2000, il est intégré dans la Zone de protection spéciale FR5310086.

## Localisation
Le marais du Duer est un ancien marais salant relié au golfe du Morbihan à l'est du golfe.

## Écologie
Tout comme le marais de La Villeneuve le marais de Lasné à l'est et plus à l'ouest, le marais de Truscat, le marais du Duer est un exemple de paysage semi-naturel devenu indispensable à la biodiversité du Golfe du Morbihan.
Comme partout autour du golfe, l'éradication du baccharis est une des priorités pour la protection de la flore locale.
Le Marais du Duer est inclus dans le périmètre du site RAMSAR du Golfe du Morbihan. Il s'étend sur 26 hectares et comprend trois types de milieux (une lagune saumâtre, une prairie et un espace boisé planté) dont la rareté et la complexité le classent parmi les habitats européen prioritairement protégé.
Le marais du Duer fait l'objet d'un Arrêté de Protection de Biotope.
Le biotope du marais participe à la qualité des eaux du Golfe et à sa richesse biologique. C’est une zone de quiétude appréciée de la faune, en particulier des oiseaux (migrateurs, hivernants ou estivants). Le marais accueille de nombreuses espèces nicheuses comme l’échasse blanche. 
Au printemps reviennent d'Afrique pour nicher l'avocette élégante, l'échasse blanche, la sterne pierregarin.
Durant l'automne (octobre et novembre) et l'hiver, le marais accueille une grande quantité de bernaches cravants. Elles sont accompagnées de divers canards, siffleurs, pilets, souchets, tadornes. Les limicoles sont nombreux, surtout le bécasseau variable, le pluvier argenté et le grand gravelot. Les foulques sont irrégulièrement présentes.
Bretagne Vivante y effectue des études et des inventaires naturalistes.

## Histoire
Le site du marais du Duer correspond à d'anciennes salines, créées au XVe siècle, et exploitées jusque dans les années 1950. Elles ont ensuite successivement été utilisées à des fins piscicoles, puis cynégétiques, jusqu’à leur acquisition par le Département et la Commune de Sarzeau. Un peu plus de 26 ha ont été achetés par le Département en 1995 au titre des Espaces Naturels Sensibles.

## Visite
Le marais du Duer est aménagé pour l’accueil du public. Deux observatoires ornithologiques ont été aménagés à l'ouest et au sud du site, le long du sentier côtier. Le passage au nord, le long de la digue, est strictement interdit.